# ВЛ83
ВЛ83 («Владимир Ленин», тип 83) — опытный советский грузовой магистральный двухсекционный электровоз переменного тока 25 кВ с вентильными тяговыми электродвигателями, имевшими опорно-рамное продвешивание, а также с групповым приводом колёсных пар. Создан на базе семейства электровозов переменного тока ВЛ80.

## Предпосылки к появлению
К 1976 году все грузовые электровозы, эксплуатирующиеся на советских железных дорогах, имели опорно-осевое подвешивание тяговых электродвигателей. При таком виде подвешивания тяговый электродвигатель с одной стороны опирается на раму тележки, а с другой — на колёсную пару. Такая схема подвешивания относительна проста, но неэффективна с точки зрения взаимодействия пары колесо — рельс, так как практически половина массы двигателя, а это 2 — 2,5 тонны (масса электродвигателя НБ-418 электровоза ВЛ80 составляет около 4,3 т), оказывается неподрессоренной, что приводит к отрицательному воздействию на путь, приводя к его чрезмерному износу, а также ограничивает максимальную скорость локомотива. Помимо этого, такой тип подвешивания отрицательно сказывается и на самом тяговом электродвигателе, снижая надёжность его эксплуатации.
Этих недостатков лишена опорно-рамная подвеска двигателя, при которой последний полностью крепится на раме тележки. Такой тип подвешивания к тому времени уже применялся на подавляющем большинстве пассажирских электровозов (ЧС1 — ЧС4) и электропоездов. При таком типе подвешивания максимальная скорость уже не ограничивается массой двигателей, а путь меньше разрушается, однако конструкция самого привода при этом усложняется. Так как к тому времени у советских заводов отсутствовал практический опыт проектирования, изготовления и эксплуатации грузовых электровозов с опорно-рамной установкой тяговых электродвигателей, то для начала было решено создать опытный электровоз с таким типом подвешивания двигателя.

## Проектирование и постройка
К середине 1970-х Всесоюзный научно-исследовательский институт железнодорожного транспорта разработал технические требования на новый электровоз, согласно которым на новом локомотиве помимо применения опорно-рамного подвешивания тяговых электородвигателей предусматривался также групповой привод колёсных пар — 1 тяговый электродвигатель на 2 моторные оси, как на построенных в 1966 и 1969 годах опытных пассажирских 4-осных электровозах ВЛ40. Применение группового привода теоретически позволяло снизить склонность электровоза к боксованию и повысить его силу тяги, а заодно уменьшить число электрических аппаратов (благодаря снижению количества двигателей).
Используя полученные технические требования, на Всесоюзном научно-исследовательском и проектно-конструкторском институте электровозостроения (ВЭлНИИ) под руководством Б. Р. Бондаренко, который в то время занимал должность главного конструктора Новочеркасского электровозостроительного завода (НЭВЗ), группа конструкторов приступила к проектированию нового электровоза. По проекту намечалось применить на новом электровозе унифицированные кузова, как на ВЛ80. Однако выяснилось, что из-за больших габаритов тяговых электродвигателей, требовалось поднять пол. Тогда вместо коллекторных электродвигателей пульсирующего тока было решено применить более компактные и надёжные бесколлекторные вентильные, а пол в кузовах поднять на 300 мм. Ниже в таблице приведены проектные значения для нового электровоза.
| Режим                 | Сила тяги, кгс | Скорость, км/ч |
| --------------------- | -------------- | -------------- |
| Часовой               | 50 000         | 50             |
| Продолжительный       | 45 000         | 52             |
| Максимальной скорости | 20 000         | 110            |

Используя полученные данные, в 1976 году НЭВЗ изготовил опытный электровоз, которому присвоили полное обозначение ВЛ83-001.